# Tommy Smith (football, 1990)
Pour les articles homonymes, voir Smith et Tommy Smith.
Thomas Jefferson « Tommy » Smith (né le 31 mars 1990 à Macclesfield en Angleterre) est un footballeur anglais et néo-zélandais jouant au poste de défenseur au Auckland FC, et avec la sélection néo-zélandaise.

## Biographie

### Club
Natif de Macclesfield dans le Cheshire, Smith (après avoir joué en jeune en Nouvelle-Zélande et au Crewe Alexandra Football Club) est un pur produit du centre de formation du Ipswich Town FC, club avec qui il signe un contrat professionnel portant sur 3 ans en août 2007. Il fut sur la courte liste pour la Wickes Young Apprentice Trophy, donné au meilleur jeune joueur de l'année en Football League Championship,, trophée qui fut remporté par Mark Beevers.

#### Prêt à Stevenage
En février 2008, Tommy rejoint le Stevenage Borough Football Club qui évolue Conference National, avec un contrat portant sur un prêt d'un mois,. Le club lui prolonge plus tard son prêt jusqu'à la fin de la saison. Il joue en tout pas moins de 15 matchs pour le club avant de retourner à Ipswich.

#### Retour à Ipswich
Ses bonnes performances à Stevenage l'aideront à saisir l'occasion de rejoindre l'équipe première d'Ipswich lors de la première journée de la saison 2008–09. Ipswich perdra tout de même ce match 2–1 contre Preston North End.
Lors de cette saison, Smith se casse la cheville à l'entraînement et manque la majorité de la saison. Lors de son retour sur le terrain, l'entraîneur du club, Jim Magilton quitte le club et est remplacé par Roy Keane qui le fait jouer lors de ses premiers matchs ainsi qu'un autre jeune talent du club, Connor Wickham.
Pourtant, une autre blessure viendra freiner la progression de Smith, à la main. En son absence, Gareth McAuley et Damien Delaney forment un solide duo défensif avec le gardien Arran Lee-Barrett (en). Smith n'arrivera donc pas à se réimposer dans l'équipe première au court terme lors de son retour de blessure.

#### Prêt à Brentford
Le 7 janvier 2010, Smith rejoint le Brentford Football Club pour une période temporaire. Smith prend le poste de Pim Balkestein (en) à Griffin Park, prêté également par Ipswich. Smith joue en tout 8 matchs durant sa brève période à Brentford, avant d'être rappelé par Ipswich le 15 mars.

#### Deuxième retour à Ipswich
Smith inscrit son premier but professionnel pour Ipswich à l'extérieur lors d'un match contre Middlesbrough lors du premier match de la saison du championnat d'Angleterre D2 2010-11, remporté par Ipswich sur un score de 3–1.

#### Prêt à Colchester
Dès son rappel de Brentford, il entame un nouveau prêt, pour le club de Colchester United jusqu'à la fin de la saison.

#### Départ pour le Colorado parmi les Kiwis
Le 22 janvier 2018, il rejoint les Rapids du Colorado en Major League Soccer et intègre une formation déjà composée de deux internationaux néo-zélandais (Kip Colvey et Deklan Wynne) recrutés sous l'impulsion de l'ancien sélectionneur national Anthony Hudson. À l'issue de la saison 2019, son contrat n'est pas renouvelé.

#### Sunderland et après
Le 21 février 2020, il s'engage pour six mois en faveur de Sunderland, qui évolue alors en League One.
Le 2 septembre 2020, il rejoint Colchester United.

### Carrière internationale
Né en Angleterre, Smith vit pourtant en Nouvelle-Zélande durant sa jeunesse et obtiendra la double nationalité, ce qui lui permet de se déclarer éligible pour jouer avec la Équipe de Nouvelle-Zélande de football (All Whites), bien qu'il ait également joué avec l'équipe d'Angleterre des moins de 17 ans et des moins de 18 ans. Smith jouera durant la coupe du monde des moins de 17 ans 2007 en Corée du Sud en septembre 2007.
En décembre 2009, après la qualification de la Nouvelle-Zélande pour la Coupe du monde 2010, Smith déclare qu'il désire évoluer sous les couleurs néo-zélandaises, et sera convoqué par l'entraîneur des Kiwi, Ricki Herbert. 
Il fait ses débuts internationaux le 3 mars 2010, lors d'une défaite amicale 2–0 contre le Mexique à Los Angeles,. Smith est nommé dans la liste finale des 23 joueurs néo-zélandais pour participer au mondial 2010 et joue son premier match en compétition internationale lors du premier match de son pays du tournoi, un nul 1–1 contre la Slovaquie.

## Statistiques en carrière de club
(avril 2018).
| Club                                                              | Saison         | Conference National | Conference National | FA Cup | FA Cup | Conference League Cup | Conference League Cup | Europe | Europe | Total  | Total |
| Club                                                              | Saison         | Matchs              | Buts                | Matchs | Buts   | Matchs                | Buts                  | Matchs | Buts   | Matchs | Buts  |
| ----------------------------------------------------------------- | -------------- | ------------------- | ------------------- | ------ | ------ | --------------------- | --------------------- | ------ | ------ | ------ | ----- |
| Stevenage Borough FC en prêt d'Ipswich Town (Conference National) | 2007–08        | 15                  | 0                   |        |        |                       |                       |        |        | 15     | 0     |
| Stevenage Borough FC en prêt d'Ipswich Town (Conference National) | Total Club     | 15                  | 0                   |        |        |                       |                       |        |        | 15     | 0     |
| Club                                                              | Saison         | Championship        | Championship        | FA Cup | FA Cup | League Cup            | League Cup            | Europe | Europe | Total  | Total |
| Club                                                              | Saison         | Matchs              | Buts                | Matchs | Buts   | Matchs                | Buts                  | Matchs | Buts   | Matchs | Buts  |
| Ipswich Town FC (Football League Championship)                    | 2008–09        | 2                   | 0                   |        |        |                       |                       |        |        | 2      | 0     |
| Ipswich Town FC (Football League Championship)                    | 2009–10        | 14                  | 0                   |        |        | 1                     | 0                     |        |        | 15     | 0     |
| Ipswich Town FC (Football League Championship)                    | 2010–11        | 16                  | 3                   |        |        | 3                     | 0                     |        |        | 19     | 3     |
| Ipswich Town FC (Football League Championship)                    | Total Club     | 32                  | 3                   |        |        | 4                     | 0                     |        |        | 36     | 3     |
| Club                                                              | Saison         | League One          | League One          | FA Cup | FA Cup | League Cup            | League Cup            | Europe | Europe | Total  | Total |
| Club                                                              | Saison         | Matchs              | Buts                | Matchs | Buts   | Matchs                | Buts                  | Matchs | Buts   | Matchs | Buts  |
| Brentford FC en prêt d'Ipswich Town (Football League One)         | 2009–10        | 8                   | 0                   |        |        |                       |                       |        |        | 8      | 0     |
| Brentford FC en prêt d'Ipswich Town (Football League One)         | Total Club     | 8                   | 0                   |        |        |                       |                       |        |        | 8      | 0     |
| Total carrière                                                    | Total carrière | 55                  | 3                   |        |        | 4                     | 0                     |        |        | 59     | 3     |
| Dernière mise à jour le 16 novembre 2010                          |                |                     |                     |        |        |                       |                       |        |        |        |       |